# 拜占庭禮天主教法國教長區
天主教法國東方禮教長區（拉丁語：Galliae）是阿根廷一個東儀天主教教區，直屬聖座。成立於1954年6月15日，服務除了馬龍尼禮教會、烏克蘭希臘禮和亞美尼亞禮教會以外共七種禮儀形式的東方禮教友。
教長區轄下的堂區分別位於巴黎、馬賽、里昂、薩爾塞勒、沃安韋蘭和科西嘉。2009年有教友125,000人、十四個堂區、三十五名司鐸。教長由巴黎總教區總主教擔任。現任教長為安德烈·阿芒·萬-特魯瓦樞機。